# Dag Ericson
Dag Harry Ericson, född 13 mars 1943 i Sofia församling i Stockholm, död 5 juli 2010 i Grödinge församling i Stockholms län, var en svensk socialdemokratisk politiker, som mellan 1990 och 1998 var riksdagsledamot för Stockholms läns valkrets.
Dag Ericson är gravsatt på Tullinge parkkyrkogård.